# Saint-Coulomb
Saint-Coulomb (bret. Sant-Kouloum) – miejscowość i gmina we Francji, w regionie Bretania, w departamencie Ille-et-Vilaine.
Według danych na rok 1990 gminę zamieszkiwało 1938 osób, a gęstość zaludnienia wynosiła 107 osób/km² (wśród 1269 gmin Bretanii Saint-Coulomb plasuje się na 325. miejscu pod względem liczby ludności, natomiast pod względem powierzchni na miejscu 559.).